# Morti nel 1970/Ottobre
| Questa pagina contiene informazioni ricavate automaticamente dalle voci biografiche con l'ausilio del template Bio e di un bot. L'aggiornamento è periodico e automatico e ricostruisce completamente la pagina. Se manca una persona in questa lista, sei pregato di non aggiungerla, ma accertati piuttosto che la sua voce biografica contenga il template Bio e che i dati anagrafici siano correttamente compilati. Se il template Bio manca, inseriscilo tu stesso o, in alternativa, metti l'avviso {{tmp\|Bio}} che ne segnala la mancanza. Se i dati riportati sono sbagliati, correggi direttamente la voce biografica; le modifiche saranno visibili in questa lista entro pochi giorni. Per chiarimenti vedi il progetto biografie. La lista contiene solo le 79 persone che sono citate nell'enciclopedia e per le quali è stato implementato correttamente il template Bio. Pagina aggiornata al 3 mar 2024. |

- 1º ottobre - Juan Arrillaga, calciatore argentino (n. 1908)
- 1º ottobre - Vilhelm Carlberg, tiratore a segno svedese (n. 1880)
- 1º ottobre - Paolino Piola, calciatore italiano (n. 1914)
- 1º ottobre - Józef Słonecki, calciatore e allenatore di calcio polacco (n. 1899)
- 2 ottobre - Marcello Canino, ingegnere e architetto italiano (n. 1895)
- 2 ottobre - Marion Fairfax, sceneggiatrice, commediografa e montatrice statunitense (n. 1875)
- 2 ottobre - Lauro Gazzolo, attore e doppiatore italiano (n. 1900)
- 2 ottobre - Charles Méré, drammaturgo, sceneggiatore e regista francese (n. 1883)
- 2 ottobre - Grethe Weiser, attrice tedesca (n. 1903)
- 3 ottobre - Vittoria Adelaide di Schleswig-Holstein-Sonderburg-Glücksburg, principessa (n. 1885)
- 4 ottobre - Emmanuel Aznar, calciatore francese (n. 1915)
- 4 ottobre - Janis Joplin, cantautrice statunitense (n. 1943)
- 4 ottobre - Jella Lepman, giornalista, scrittrice e traduttrice tedesca (n. 1891)
- 4 ottobre - Curtis Turner, pilota automobilistico statunitense (n. 1924)
- 6 ottobre - Julian Przyboś, poeta polacco (n. 1901)
- 8 ottobre - Lucien Goldmann, docente e sociologo rumeno (n. 1913)
- 9 ottobre - Jean Giono, scrittore, saggista e traduttore francese (n. 1895)
- 9 ottobre - Claude Rostand, musicologo, saggista e critico musicale francese (n. 1912)
- 10 ottobre - Édouard Daladier, politico francese (n. 1884)
- 10 ottobre - Adam Rapacki, politico polacco (n. 1909)
- 10 ottobre - Adamo Zanelli, politico, antifascista e partigiano italiano (n. 1899)
- 11 ottobre - Kiichiro Higuchi, generale giapponese (n. 1888)
- 11 ottobre - Andrija Kujundžić, calciatore jugoslavo (n. 1899)
- 12 ottobre - Rune Carlsten, attore e regista svedese (n. 1890)
- 12 ottobre - Gennadij Mičurin, attore sovietico (n. 1897)
- 13 ottobre - Julia Culp, mezzosoprano olandese (n. 1880)
- 13 ottobre - Giuseppe Martinenghi, architetto italiano (n. 1894)
- 13 ottobre - Alberto Prebisch, architetto argentino (n. 1899)
- 14 ottobre - Horst von Usedom, generale tedesco (n. 1906)
- 15 ottobre - Leonarda Cianciulli, serial killer italiana (n. 1894)
- 15 ottobre - Avanti Martinetti, pistard italiano (n. 1904)
- 15 ottobre - Ernie Stevenson, calciatore inglese (n. 1923)
- 16 ottobre - Fratelli Mai, compositore di scacchi italiano (n. 1903)
- 16 ottobre - Arturo Scattini, generale italiano (n. 1890)
- 17 ottobre - Pierre Laporte, politico canadese (n. 1921)
- 17 ottobre - Jan Syrový, generale e politico cecoslovacco (n. 1888)
- 17 ottobre - Vola Vale, attrice statunitense (n. 1897)
- 17 ottobre - Magda Zsabka, schermitrice ungherese (n. 1923)
- 18 ottobre - Belkacem Krim, militare e politico algerino (n. 1922)
- 18 ottobre - Sergej Papov, attore sovietico (n. 1904)
- 18 ottobre - Zeid bin Hussein, principe iracheno (n. 1898)
- 19 ottobre - Lázaro Cárdenas del Río, politico e generale messicano (n. 1895)
- 19 ottobre - Mario Latilla, cantante, chitarrista e direttore d'orchestra italiano (n. 1896)
- 19 ottobre - Adolfo Leoni, ciclista su strada e pistard italiano (n. 1917)
- 19 ottobre - Mike McDermott, nuotatore e pallanuotista statunitense (n. 1893)
- 19 ottobre - Vittorio Vaccarella, militare italiano (n. 1930)
- 19 ottobre - Unica Zürn, artista e scrittrice tedesca (n. 1916)
- 20 ottobre - Ted "Kid" Lewis, pugile britannico (n. 1893)
- 20 ottobre - Stefano Pascolini, ammiraglio italiano (n. 1918)
- 20 ottobre - Patrick Wymark, attore britannico (n. 1926)
- 21 ottobre - Abul Djabar, serial killer afghano
- 21 ottobre - Ernest Haller, direttore della fotografia statunitense (n. 1896)
- 21 ottobre - Ignazio Lucibello, pittore italiano (n. 1904)
- 21 ottobre - Joachim Rademacher, pallanuotista tedesco (n. 1906)
- 21 ottobre - John Scopes, insegnante statunitense (n. 1900)
- 22 ottobre - Norman Bullock, calciatore e allenatore di calcio inglese (n. 1900)
- 22 ottobre - Samson François, pianista e compositore francese (n. 1924)
- 24 ottobre - Alessandro Gloria, generale italiano (n. 1883)
- 24 ottobre - Johnny Hines, attore, regista e sceneggiatore statunitense (n. 1895)
- 24 ottobre - Richard Hofstadter, storico statunitense (n. 1916)
- 24 ottobre - Giuseppe Mangiarotti, schermidore italiano (n. 1883)
- 25 ottobre - Guillermo Portabales, compositore, cantante e chitarrista cubano (n. 1911)
- 25 ottobre - René Schneider, generale cileno (n. 1914)
- 25 ottobre - Ülo Sooster, artista estone (n. 1924)
- 25 ottobre - Rolf Westgaard, calciatore norvegese (n. 1898)
- 26 ottobre - Kid Kaplan, pugile statunitense (n. 1901)
- 26 ottobre - Marcel Minnaert, astronomo belga (n. 1893)
- 27 ottobre - Kyösti Luukko, lottatore finlandese (n. 1903)
- 27 ottobre - Conrado Ross, calciatore e allenatore di calcio uruguaiano (n. 1908)
- 27 ottobre - George Waldemar, critico d'arte francese (n. 1893)
- 28 ottobre - Baby Huey, cantante statunitense (n. 1944)
- 28 ottobre - Giovacchino Forzano, drammaturgo, regista e librettista italiano (n. 1883)
- 28 ottobre - Karl Gümbel, generale tedesco (n. 1888)
- 28 ottobre - Kyōichi Sawada, fotografo giapponese (n. 1936)
- 29 ottobre - Pietro Leone, insegnante italiano (n. 1917)
- 30 ottobre - Ruggero Zangrandi, giornalista, scrittore e storico italiano (n. 1915)
- 31 ottobre - Gino Baroncini, sindacalista e dirigente d'azienda italiano (n. 1893)
- 31 ottobre - Heinrich Blücher, filosofo e docente tedesco (n. 1899)
- 31 ottobre - Jimmy Kelly, calciatore irlandese (n. 1910)